# Peter Steffes
Peter Steffes (ur. 5 maja 1907 w Herbesthal – zm. w 1992 w Kolonii) – niemiecki kolarz torowy, brązowy medalista mistrzostw świata.

## Kariera
Największy sukces w karierze Peter Steffes osiągnął w 1927 roku, kiedy zdobył brązowy medal w sprincie indywidualnym amatorów podczas mistrzostw świata w Kolonii. W zawodach tych wyprzedzili go jedynie jego rodak Mathias Engel oraz Duńczyk Willy Falck Hansen. Był to jedyny medal wywalczony przez Steffesa na międzynarodowej imprezie tej rangi. Ponadto wielokrotnie zdobywał medale torowych mistrzostw kraju, w tym trzy złote: 1926 roku w drużynowym wyścigu na dochodzenie oraz w latach 1930 i 1931 w sprincie. Nigdy nie wystąpił na igrzyskach olimpijskich.